# جورجي تشيشيرين
جورجي ألكسندروف تشيشيرين (الروسية: Чичерин, Георгий Васильевич) (Георгий Васильевич Чичерин) (24 نوفمبر 1872 - 7 يوليو 1936) ماركسي وثوري وسياسي من الاتحاد السوفيتي. شغل منصب مفوض الشعب للشؤون الخارجية (وزير خارجية) في الحكومة السوفيتية في الفترة من مارس 1918 حتي 1930.

## وصلات خارجية
- جورجي تشيشيرين على موقع الموسوعة البريطانية (الإنجليزية)